# التتبع
التتبع (بالإنجليزية: Video Tracking)‏ هي عملية تحديد مكان أو تعقب جسم متحرك (عدة اجسام متحركة) باستخدام الكاميرا. ولها استخدامات عديدة منها: تفاعل الإنسان مع الكمبيوتر، المراقبة الأمنية، ضغط المرئيات، الواقع المعزز بثلاثة أبعاد(دمج الواقع بمجسمات رقمية ثلاثية الابعاد) ، مراقبة الحركة (المرور) ، التصوير الطبي وتحرير الفيديو .
التتبع عملية قد تستغرق الكثير من الوقت نظرا لما يحتويه الفيديو من معلومات كثيرة، بالإضافة إلى الحاجة إلى استخدام الخوارزميات المعقدة لتحديد الأجسام وتمييزها وتتبعها.

## الغرض من التتبع
الغرض من التتبع هو تعقب جسم المطلوب تتبعه في سلسة من الصور المتعاقبة consecutive frames ، والتتبع تكون مهمة صعبة عندما يتحرك هذا الجسم بسرعة أكبر من معدل التقاط هذه الصور المتعاقبة . وما يزيدها صعوبة عندما يغير هذا الجسم اتجاهاته وهو يتحرك . ولهذا أنظمة التتبع تتطبق نموذج للحركة الذي يشرح كيف ستتغير صورة هذا الجسم مع اختلاف حركته واتجاهاته .
أمثلة لنماذج حركة بسيطة:
- عند تتبع جسم مسطح، نموذج الحركة سيكون تحويل ثنائي الأبعاد(تحويل ترابطي أو التجانس (التوافق)) لصورة هذا الجسم (مثال: أول صورة frame)
- عند تتبع جسم ثلاثي الأبعاد، نموذج الحركة يحدد هيئته نسبة إلى مكان الجسم واتجاهه
- عند ضغط المرئيات، الاطارات الرئيسية تقسم إلى قوالب كبيرة، وبالتالي نموذج الحركة يعتبر تشويش للإطار الرئيسي حيث أن كل قالب تحرك بمتجه حركي معين نسبة إلى معطيات الحركة
- صور الأجسام المشوهة يمكن تغطيتها بشبكة وحركة الجسم تتحدد بأماكن العقد

## الخوارزميات
لتتبع أي جسم تقوم الخوارزمية بتحليل سلسلة من الصور المتعاقبة واستخراج حركة الجسم المطلوب تتبعه. هناك الكثير من الخوارزميات المختلفة والمتنوعة وكل لها نقاط قوة وضعف. الهدف من استخدام الخوارزمية أهم شيء لاختيار الخوارزمية المناسبة، وهناك نقطتين أساسيتين في نظام التتبع: تمثيل الهدف وتحديد موقعه وتنقية الصورة والمعلومات المتضمنة في الصورة.
تمثيل الهدف وتحديد موقعه عملية من أسفل إلى أعلى. هذه الطرق تعطي تنوع في الأدوات المستخدمة لتمييز الجسم المتحرك وهذا يعتمد على الاجوريزم المستخدم. مثال، استخدام فقاعة التتبع مفيدة لتمييز حركة الإنسان .

## التتبع في الهندسة الصناعية
التتبع يراد به الحالة التي نكون فيها بحوزتنا كل المعلومات اللازمة والكافية لمعرفة مكونات منتوج طيلة سلسلة انتاجه وتوزيعه وهذا في أي مكان كان من بداياته الأولى إلى انتهاء حياته. 